# 4043 Перолоф
4043 Перолоф (4043 Perolof) — астероїд головного поясу, відкритий 17 жовтня 1977 року.
Тіссеранів параметр щодо Юпітера — 3,201.